# Leptodactylodon bicolor
Leptodactylodon bicolor är en groddjursart som beskrevs av Jean-Louis Amiet 1971. Leptodactylodon bicolor ingår i släktet Leptodactylodon och familjen Arthroleptidae. IUCN kategoriserar arten globalt som sårbar. Inga underarter finns listade i Catalogue of Life.